# 今

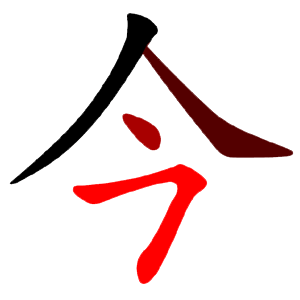

## Japonais
Ce kanji se lit « ima » en japonais et signifie « maintenant ».

### Prononciation
- Lecture on : コン, kon ; キン, kin.
- Lecture kun : いま, ima.

### Exemples
- 今 (ima) : maintenant
- 只今 (tadaima) : utilisé pour dire bonjour lorsqu'on arrive chez soi
- 今夜 (kon.ya) : cette nuit
- 今晩 (konban) : ce soir
- 今晩は (konbanwa) : bonsoir
- 今日は (konnichiwa) : bonjour
- 今度 (kondo) : cette fois-ci
- 今月 (kongetsu) : ce mois
- 今後 (kongo) : désormais, à partir de maintenant
- 今回 (konkai) : cette fois-ci

### Lecture spéciale (jukujikun)
- 今朝 (kesa) : ce matin
- 今日 (kyoo) : aujourd'hui
- 今年 (kotoshi) : cette année

## Chinois
Ce sinogramme se lit « jīn » et signifie « maintenant ».